# Amphoe Nong Yai
Amphoe Nong Yai (Thai: อำเภอ หนองใหญ่) ist ein Landkreis (Amphoe – Verwaltungs-Distrikt) in der Provinz Chonburi. Die Provinz Chonburi liegt im Osten der Zentralregion von Thailand.

## Geographie
Die benachbarten Amphoe sind im Uhrzeigersinn von Norden aus: Amphoe Wang Chan und Amphoe Pluak Daeng der Provinz Rayong sowie die Amphoe Si Racha, Ban Bueng und Bo Thong der Provinz Chonburi.

## Geschichte
Der „Zweigkreis“ (King Amphoe) Nong Yai wurde am 1. Dezember 1975 eingerichtet. 
Am 13. Juli 1981 wurde er dann zu einem vollständigen Bezirk (Amphoe) erhoben.

## Verwaltung

### Provinzverwaltung
Der Landkreis Nong Yai ist in fünf Tambon („Unterbezirke“ oder „Gemeinden“) eingeteilt, die sich weiter in 23 Muban („Dörfer“) unterteilen.
| Nr. | Name            | Thai       | Muban | Einw. |
| --- | --------------- | ---------- | ----- | ----- |
| 01. | Nong Yai        | หนองใหญ่    | 05    | 8.011 |
| 02. | Khlong Phlu     | คลองพลู     | 04    | 3.901 |
| 03. | Nong Suea Chang | หนองเสือช้าง | 05    | 4.114 |
| 04. | Hang Sung       | ห้างสูง      | 05    | 3.395 |
| 05. | Khao Sok        | เขาซก      | 04    | 3.688 |

### Lokalverwaltung
Es gibt eine Kommune mit „Kleinstadt“-Status (Thesaban Tambon) im Landkreis:
- Nong Yai (Thai: เทศบาลตำบลหนองใหญ่) bestehend aus dem kompletten Tambon Nong Yai.

Außerdem gibt es vier „Tambon-Verwaltungsorganisationen“ (องค์การบริหารส่วนตำบล – Tambon Administrative Organizations, TAO)
- Khlong Phlu (Thai: องค์การบริหารส่วนตำบลคลองพลู) bestehend aus dem kompletten Tambon Khlong Phlu.
- Nong Suea Chang (Thai: องค์การบริหารส่วนตำบลหนองเสือช้าง) bestehend aus dem kompletten Tambon Nong Suea Chang.
- Hang Sung (Thai: องค์การบริหารส่วนตำบลห้างสูง) bestehend aus dem kompletten Tambon Hang Sung.
- Khao Sok (Thai: องค์การบริหารส่วนตำบลเขาซก) bestehend aus dem kompletten Tambon Khao Sok.